# Eurocup 2011/12
Die Saison 2011/12 war die 10. Spielzeit des von der ULEB ausgetragenen Eurocups.
Den Titel gewann BK Chimki aus Russland.

## Modus
Der Wettbewerb begann mit den Qualifikationsspielen am 27. September 2011 und endete mit dem Endspiel des Final Four am 15. April 2012. Das Turnier bestand aus einer Qualifikationsrunde, gefolgt von acht Gruppen mit je 4 Mannschaften. Die Gruppensieger und Tabellenzweiter spielten weiter in der zweiten Gruppenphase mit vier Gruppen à vier Teams, wobei sich die beiden Besten jeder Gruppe für das Viertelfinale qualifizierten, welches in Hin- und Rückspiel durchgeführt wurde. Der Sieger des Turniers wurde in einem Final-Four-Turnier ermittelt.

## Qualifikationsrunde
| Paarung             | Paarung | Paarung                  | 1. Spiel | 2. Spiel |
| ------------------- | ------- | ------------------------ | -------- | -------- |
| BK Ventspils        | 140:153 | Asowmasch Mariupol       | 75:74    | 65:79    |
| Artland Dragons     | 121:153 | CB Gran Canaria          | 56:61    | 65:92    |
| Beşiktaş Cola Turka | 141:144 | Dexia Mons-Hainaut       | 78:70    | 63:74    |
| Élan Chalonnais     | 147:157 | Cedevita Zagreb          | 78:73    | 69:84    |
| Pınar Karşıyaka     | 151:160 | Le Mans Sarthe           | 73:80    | 78:80    |
| Norrköping Dolphins | 139:168 | Telenet Oostende         | 62:88    | 77:80    |
| ETHA Engomis        | 123:143 | Spartak Sankt Petersburg | 59:60    | 64:83    |
| Lukoil Academic     | 157:142 | BK Prostějov             | 70:65    | 87:77    |

## Teilnehmer an der Hauptrunde
| Land/Liga                           | Mannschaft                  | Halle                       | Kapazität | VJP 1 | Land/Liga                            | Mannschaft               | Halle                            | Kapazität | VJP 1 |
| ----------------------------------- | --------------------------- | --------------------------- | --------- | ----- | ------------------------------------ | ------------------------ | -------------------------------- | --------- | ----- |
| Liga ACB                            | Power Electronics Valencia  | Pabellón Fuente de San Luis | 9000      | VF    | A1 Liga                              | KK Cedevita 3            | Šd Sutinska Vrela                | 2500      | F     |
| Liga ACB                            | CB Gran Canaria             | Centro Insular de Deportes  | 4500      | VF    | A1 Liga                              | KK Cibona Zagreb 3       | Dvorana Dražen Petrović          | 5400      | HF    |
| Serie A                             | Benetton Treviso            | Palaverde                   | 5134      | HF    | Basketball-Bundesliga                | Alba Berlin              | O2 World                         | 14500     | F     |
| A1 Ethniki                          | PAOK Thessaloniki           | PAOK Sports Arena           | 8500      | HF    | Basketball-Bundesliga                | Skyliners Frankfurt      | Ballsporthalle Frankfurt am Main | 5002      | HF    |
| A1 Ethniki                          | Aris Thessaloniki           | Alexandreio Melathron       | 5500      | HF    | Basketball-Bundesliga                | FC Bayern München        | Audi Dome                        | 6700      | −     |
| Professionalnaja Basketbolnaja Liga | BK Chimki                   | Nowator-Sportarena          | 6000      | F     | Dominet Basket Liga                  | Turów Zgorzelec          | Centrum Sportowe                 | 1500      | F     |
| Professionalnaja Basketbolnaja Liga | Lokomotive Kuban Krasnodar  | Olympus-Halle               | 10000     | HF    | Ethias League                        | Dexia Mons-Hainaut       | Mons Arena                       | 4000      | HF    |
| Professionalnaja Basketbolnaja Liga | BK Spartak Sankt Petersburg | Jubileiny-Sportkomplex      | 7700      | VF    | Ethias League                        | Telenet Oostende         | Sleuyter Arena                   | 5000      | HF    |
| Ligue Nationale de Basket           | Cholet Basket               | Salle de la Meilleraie      | 5191      | F     | Latvijas Basketbola Līga 3           | BK VEF Rīga              | Arena Riga                       | 12500     | M     |
| Ligue Nationale de Basket           | BCM Gravelines              | Gravelines Sportica         | 3500      | HF    | Basketball Superliga                 | BK Donezk                | Druschba-Sportpalast             | 4700      | F     |
| Ligue Nationale de Basket           | ASVEL Lyon-Villeurbanne     | Astroballe                  | 5643      | HF    | Basketball Superliga                 | BK Asowmasch Mariupol 4  | Sportkompleks Illichivets        | 1200      | VF    |
| Ligue Nationale de Basket           | Le Mans Sarthe Basket       | Antarès                     | 6003      | VF    | Ligat ha’Al                          | Hapoel Jerusalem 3       | Malha Arena                      | 3000      | HF    |
| Türkiye Basketbol Ligi              | Banvit B.K.                 | Kara Ali Acar Sport Hall    | 2500      | HF    | Národní Basketbalová Liga            | ČEZ Nymburk              | ČEZ Arena                        | 10300     | M     |
| Lietuvos Krepšinio Lyga 2           | Lietuvos rytas Vilnius      | Siemens Arena               | 11000     | F     | Opportunity Liga                     | KK Budućnost Podgorica 3 | Morača Sports Center             | 5000      | M     |
| Lietuvos Krepšinio Lyga 2           | Rūdupis                     | Sportzentrum Prienai        | 4500      | HF    | Federatie Eredivisie Basketballclubs | GasTerra Flames          | MartiniPlaza                     | 4310      | F     |
| Liga UPC Telemach                   | KK Krka 3                   | Leon Štukelj                | 2500      | M     | Natsionalna Basketbolna Liga         | Lukoil Academik          | Arena Armeec Sofia               | 12470     | M     |

## 1. Gruppenphase

### Gruppe A
| Team                | Sp | S | N | P+  | P-  |
| ------------------- | -- | - | - | --- | --- |
| 1. BCM Gravelines   | 6  | 5 | 1 | 517 | 430 |
| 2. BK Donezk        | 6  | 5 | 1 | 463 | 443 |
| 3. Hapoel Jerusalem | 6  | 2 | 4 | 463 | 493 |
| 4. Cibona Zagreb    | 6  | 0 | 6 | 456 | 533 |

|                  | Zagreb | Jerusalem | Donezk | Gravelines |
| ---------------- | ------ | --------- | ------ | ---------- |
| Cibona Zagreb    | *      | 78:86     | 76:78  | 71:101     |
| Hapoel Jerusalem | 89:73  | *         | 68:74  | 75:91      |
| BK Donezk        | 98:81  | 80:71     | *      | 80:69      |
| BCM Gravelines   | 81:77  | 97:74     | 78:53  | *          |

### Gruppe B
| Team                 | Sp | S | N | P+  | P-  |
| -------------------- | -- | - | - | --- | --- |
| 1. BK Chimki         | 6  | 6 | 0 | 480 | 398 |
| 2. VEF Rīga          | 6  | 3 | 3 | 436 | 444 |
| 3. Cholet Basket     | 6  | 2 | 4 | 389 | 428 |
| 4. PAOK Thessaloniki | 6  | 1 | 5 | 417 | 452 |

|                   | Chimki | PAOK  | Cholet | Rīga  |
| ----------------- | ------ | ----- | ------ | ----- |
| BK Chimki         | *      | 89:65 | 76:70  | 90:70 |
| PAOK Thessaloniki | 62:71  | *     | 74:62  | 76:81 |
| Cholet Basket     | 63:75  | 69:66 | *      | 72:68 |
| VEF Rīga          | 68:79  | 80:74 | 69:53  | *     |

### Gruppe C
| Team                 | Sp | S | N | P+  | P-  |
| -------------------- | -- | - | - | --- | --- |
| 1. ČEZ Nymburk       | 6  | 5 | 1 | 498 | 424 |
| 2. Aris Thessaloniki | 6  | 4 | 2 | 431 | 397 |
| 3. Rūdupis           | 6  | 3 | 3 | 487 | 485 |
| 4. GasTerra Flames   | 6  | 0 | 6 | 391 | 501 |

|                   | Aris  | Nymburk | Rūdupis     | GasTerra |
| ----------------- | ----- | ------- | ----------- | -------- |
| Aris Thessaloniki | *     | 55:64   | 96:86 n. V. | 79:58    |
| ČEZ Nymburk       | 78:72 | *       | 80:83       | 93:60    |
| Rūdupis           | 60:71 | 79:91   | *           | 97:70    |
| GasTerra Flames   | 51:58 | 75:92   | 77:82       | *        |

### Gruppe D
| Team                          | Sp | S | N | P+  | P-  |
| ----------------------------- | -- | - | - | --- | --- |
| 1. ASVEL Lyon-Villeurbanne    | 6  | 4 | 2 | 459 | 426 |
| 2. Power Electronics Valencia | 6  | 4 | 2 | 487 | 447 |
| 3. Telenet Oostende           | 6  | 2 | 4 | 415 | 454 |
| 4. Lukoil Academik            | 6  | 2 | 4 | 400 | 434 |

|                            | Valencia | Oostende | Lyon  | Lukoil      |
| -------------------------- | -------- | -------- | ----- | ----------- |
| Power Electronics Valencia | *        | 75:62    | 96:88 | 83:59       |
| Telenet Oostende           | 87:83    | *        | 53:70 | 65:66       |
| ASVEL Lyon                 | 87:78    | 83:65    | *     | 69:68 n. V. |
| Lukoil Academik            | 64:72    | 77:83    | 66:62 | *           |

### Gruppe E
| Team                   | Sp | S | N | P+  | P-  |
| ---------------------- | -- | - | - | --- | --- |
| 1. Banvit BK           | 6  | 4 | 2 | 421 | 397 |
| 2. Lokomotive Kuban    | 6  | 4 | 2 | 431 | 399 |
| 3. CB Gran Canaria     | 6  | 4 | 2 | 416 | 405 |
| 4. Skyliners Frankfurt | 6  | 0 | 6 | 362 | 429 |

|                     | CB Gran | Krasnodar | Banvit | Frankfurt |
| ------------------- | ------- | --------- | ------ | --------- |
| Gran Canaria        | *       | 84:76     | 85:61  | 71:58     |
| Lokomotive Kuban    | 73:51   | *         | 75:67  | 83:60     |
| Banvit BK           | 79:54   | 79:55     | *      | 73:72     |
| Skyliners Frankfurt | 58:71   | 58:69     | 56:62  | *         |

### Gruppe F
| Team                      | Sp | S | N | P+  | P-  |
| ------------------------- | -- | - | - | --- | --- |
| 1. Lietuvos rytas Vilnius | 6  | 6 | 0 | 478 | 370 |
| 2. KK Krka                | 6  | 4 | 2 | 434 | 421 |
| 3. Le Mans Sarthe Basket  | 6  | 1 | 5 | 392 | 464 |
| 4. Asowmasch Mariupol     | 6  | 1 | 5 | 404 | 453 |

|                        | Vilnius | Le Mans | Mariupol | Krka  |
| ---------------------- | ------- | ------- | -------- | ----- |
| Lietuvos rytas Vilnius | *       | 87:49   | 83:55    | 82:72 |
| Le Mans Sarthe Basket  | 62:79   | *       | 75:67    | 65:84 |
| Asowmasch Mariupol     | 67:74   | 79:76   | *        | 66:71 |
| KK Krka                | 65:73   | 68:65   | 74:70    | *     |

### Gruppe G
| Team                        | Sp | S | N | P+  | P-  |
| --------------------------- | -- | - | - | --- | --- |
| 1. Spartak Sankt Petersburg | 6  | 6 | 0 | 477 | 401 |
| 2. Benetton Treviso         | 6  | 3 | 3 | 478 | 476 |
| 3. FC Bayern München        | 6  | 2 | 4 | 404 | 436 |
| 4. Cedevita                 | 6  | 1 | 5 | 413 | 459 |

|                        | Treviso     | St. P`burg | Cedevita | München |
| ---------------------- | ----------- | ---------- | -------- | ------- |
| Benetton Treviso       | *           | 78:87      | 82:68    | 92:66   |
| Spartak St. Petersburg | 97:77       | *          | 73:56    | 75:62   |
| Cedevita               | 86:87 n. V. | 68:73      | *        | 70:64   |
| FC Bayern München      | 72:62       | 60:72      | 80:65    | *       |

### Gruppe H
| Team                   | Sp | S | N | P+  | P-  |
| ---------------------- | -- | - | - | --- | --- |
| 1. Alba Berlin         | 6  | 5 | 1 | 485 | 421 |
| 2. Budućnost Podgorica | 6  | 3 | 3 | 416 | 425 |
| 3. Dexia Mons-Hainaut  | 6  | 2 | 4 | 445 | 463 |
| 4. Turów Zgorzelec     | 6  | 2 | 4 | 446 | 483 |

|                     | Berlin      | Mons        | Podgorica | Zgorzelec   |
| ------------------- | ----------- | ----------- | --------- | ----------- |
| Alba Berlin         | *           | 83:63       | 86:68     | 79:68       |
| Dexia Mons-Hainaut  | 74:78       | *           | 66:53     | 98:97 n. V. |
| Budućnost Podgorica | 57:72       | 85:78 n. V. | *         | 75:50       |
| Turów Zgorzelec     | 91:87 n. V. | 67:66       | 73:78     | *           |

## 2. Gruppenphase

### Gruppe I
| Team                          | Sp | S | N | P+  | P-  |
| ----------------------------- | -- | - | - | --- | --- |
| 1. Power Electronics Valencia | 6  | 6 | 0 | 463 | 387 |
| 2. ČEZ Nymburk                | 6  | 3 | 3 | 484 | 441 |
| 3. VEF Rīga                   | 6  | 3 | 3 | 432 | 456 |
| 4. BCM Gravelines             | 6  | 0 | 6 | 370 | 465 |

|                            | Gravelines | Nymburk | Rīga        | Valencia |
| -------------------------- | ---------- | ------- | ----------- | -------- |
| BCM Gravelines             | *          | 61:91   | 62:69       | 63:69    |
| ČEZ Nymburk                | 79:62      | *       | 80:84 n. V. | 71:80    |
| VEF Rīga                   | 78:61      | 81:91   | *           | 71:82    |
| Power Electronics Valencia | 79:61      | 73:72   | 80:49       | *        |

### Gruppe J
| Team                 | Sp | S | N | P+  | P-  |
| -------------------- | -- | - | - | --- | --- |
| 1. BK Donezk         | 6  | 5 | 1 | 477 | 437 |
| 2. BK Chimki         | 6  | 5 | 1 | 465 | 419 |
| 3. ASVEL Lyon        | 6  | 1 | 5 | 460 | 477 |
| 4. Aris Thessaloniki | 6  | 1 | 5 | 389 | 458 |

|                   | Chimki | Lyon  | Donezk | Aris  |
| ----------------- | ------ | ----- | ------ | ----- |
| BK Chimki         | *      | 86:80 | 68:55  | 88:72 |
| ASVEL Lyon        | 79:83  | *     | 75:86  | 79:52 |
| BK Donezk         | 85:67  | 93:87 | *      | 81:74 |
| Aris Thessaloniki | 48:73  | 77:60 | 66:77  | *     |

### Gruppe K
| Team                        | Sp | S | N | P+  | P-  |
| --------------------------- | -- | - | - | --- | --- |
| 1. Spartak Sankt Petersburg | 6  | 5 | 1 | 428 | 385 |
| 2. Budućnost Podgorica      | 6  | 3 | 3 | 397 | 398 |
| 3. Banvit BK                | 6  | 3 | 3 | 430 | 428 |
| 4. KK Krka                  | 6  | 1 | 5 | 390 | 434 |

|                        | Banvit | St. P`burg | Krka  | Podgorica |
| ---------------------- | ------ | ---------- | ----- | --------- |
| Banvit BK              | *      | 68:61      | 77:65 | 68:61     |
| Spartak St. Petersburg | 80:71  | *          | 71:57 | 70:64     |
| KK Krka                | 78:73  | 68:81      | *     | 64:69     |
| Budućnost Podgorica    | 83:73  | 57:65      | 63:58 | *         |

### Gruppe L
| Team                      | Sp | S | N | P+  | P-  |
| ------------------------- | -- | - | - | --- | --- |
| 1. Lokomotive Kuban       | 6  | 4 | 2 | 466 | 452 |
| 2. Lietuvos rytas Vilnius | 6  | 4 | 2 | 468 | 443 |
| 3. Benetton Treviso       | 6  | 3 | 3 | 447 | 451 |
| 4. Alba Berlin            | 6  | 1 | 5 | 433 | 468 |

|                        | Vilnius     | Berlin | Krasnodar | Treviso |
| ---------------------- | ----------- | ------ | --------- | ------- |
| Lietuvos rytas Vilnius | *           | 86:75  | 78:82     | 78:69   |
| Alba Berlin            | 62:79       | *      | 79:84     | 83:74   |
| Lokomotive Kuban       | 81:67 n. V. | 73:70  | *         | 70:71   |
| Benetton Treviso       | 74:80       | 72:64  | 87:76     | *       |

## Finalrunde
Die Viertelfinalspiele fanden am 20. und 27. März 2012, das Final-Four-Turnier am 14. und 15. April in Chimki statt. Die Play-off-Paarungen im Überblick:
| Valencia Basket Club     | 71 | 85 |  |  |                          |    |  |  |                          |    |
| Budućnost Podgorica      | 75 | 63 |  |  |                          |    |  |  |                          |    |
|                          |    |    |  |  | Valencia Basket Club     | 80 |  |  |                          |    |
|                          |    |    |  |  | Lietuvos rytas Vilnius   | 70 |  |  |                          |    |
| BK Donezk                | 65 | 80 |  |  |                          |    |  |  |                          |    |
| Lietuvos rytas Vilnius   | 76 | 78 |  |  |                          |    |  |  |                          |    |
|                          |    |    |  |  |                          |    |  |  | Valencia Basket Club     | 68 |
|                          |    |    |  |  |                          |    |  |  | BK Chimki                | 77 |
| Spartak Sankt Petersburg | 68 | 86 |  |  |                          |    |  |  |                          |    |
| ČEZ Nymburk              | 64 | 71 |  |  |                          |    |  |  | Spiel um Platz 3:        |    |
|                          |    |    |  |  | Spartak Sankt Petersburg | 73 |  |  | Lietuvos rytas Vilnius   | 71 |
|                          |    |    |  |  | BK Chimki                | 77 |  |  | Spartak Sankt Petersburg | 62 |
| Lokomotiv-KubanKrasnodar | 72 | 81 |  |  |                          |    |  |  |                          |    |
| BK Chimki                | 81 | 77 |  |  |                          |    |  |  |                          |    |

## Ehrungen

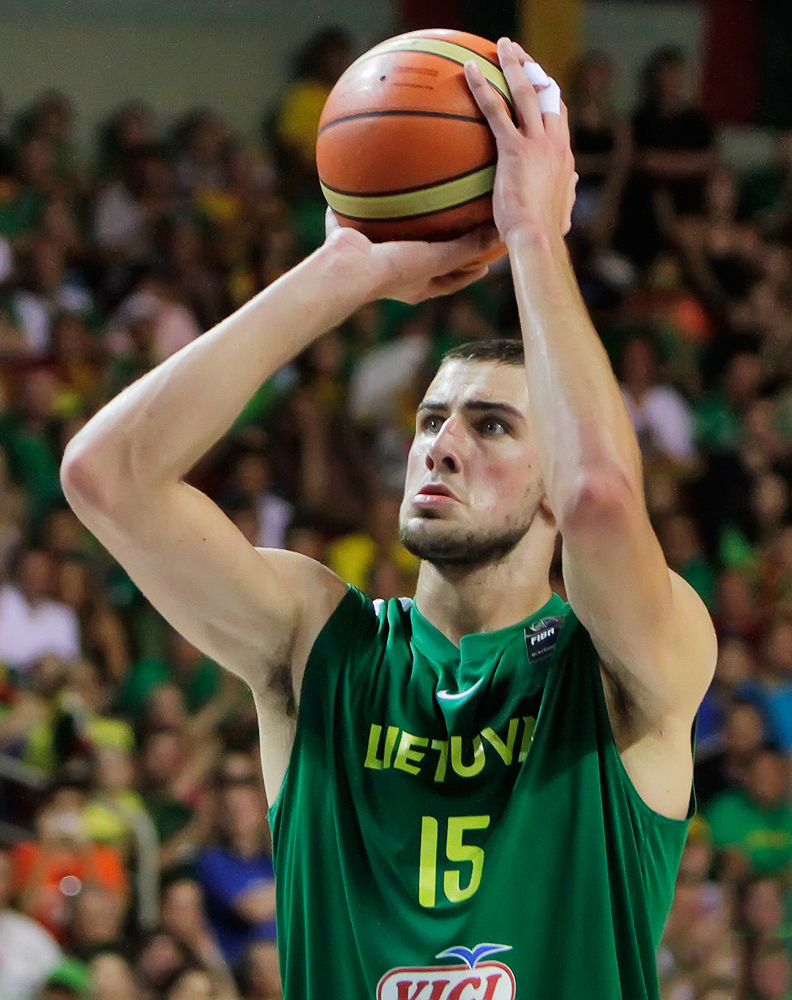
Rising Star: Jonas Valančiūnas

Am Final-Four-Wochenende in Chimki wurden folgende Akteure der abgelaufenen Saison besonders ausgezeichnet:

### All-Eurocup First Team 2011/12
- Patrick Beverley (Spartak Sankt Petersburg) – Regular Season MVP
- Renaldas Seibutis (Lietuvos rytas Vilnius)
- Zoran Planinić (BK Chimki) – Final Four MVP
- / Nik Caner-Medley (Valencia Basket Club)
- Jonas Valančiūnas (Lietuvos rytas Vilnius) – Rising Star Trophy

### All-Eurocup Second Team 2011/12
- Yotam Halperin (Spartak Sankt Petersburg)
- Ramel Curry (BK Donezk)
- Pavel Pumprla (ČEZ Nymburk)
- Jeremiah Massey (Lokomotiv Kuban)
- Bojan Dubljević (Budućnost)

### Coach of the Year
- Jurij Zdovc (Spartak Sankt Petersburg)